# 1966-os labdarúgó-világbajnokság
Az 1966-os labdarúgó-világbajnokság volt a nyolcadik világbajnokság, amit 1966. július 11. és 30. között rendeztek Angliában.
A tornát a házigazda angol válogatott nyerte, miután 4–2-re győzött az NSZK ellen, megszerezve ezzel első (és eddigi egyetlen) világbajnoki trófeájukat. A döntőt a Wembley Stadionban rendezték. Ez volt az utolsó világbajnokság, melyet fekete-fehérben közvetítettek. A torna egy 28 évig tartó rekordot állított fel a nézőszámok tekintetében, ezt csak az 1994-es Egyesült Államokban rendezett világbajnokságon sikerült megdönteni.

## Rendező
Angliát a FIFA 1960. augusztus 22-én választotta ki rendezőnek Rómában. Anglia mellett Spanyolország és az NSZK jelezte rendezési szándékát, de előbbi a szavazás előtt visszalépett.

## Selejtezők

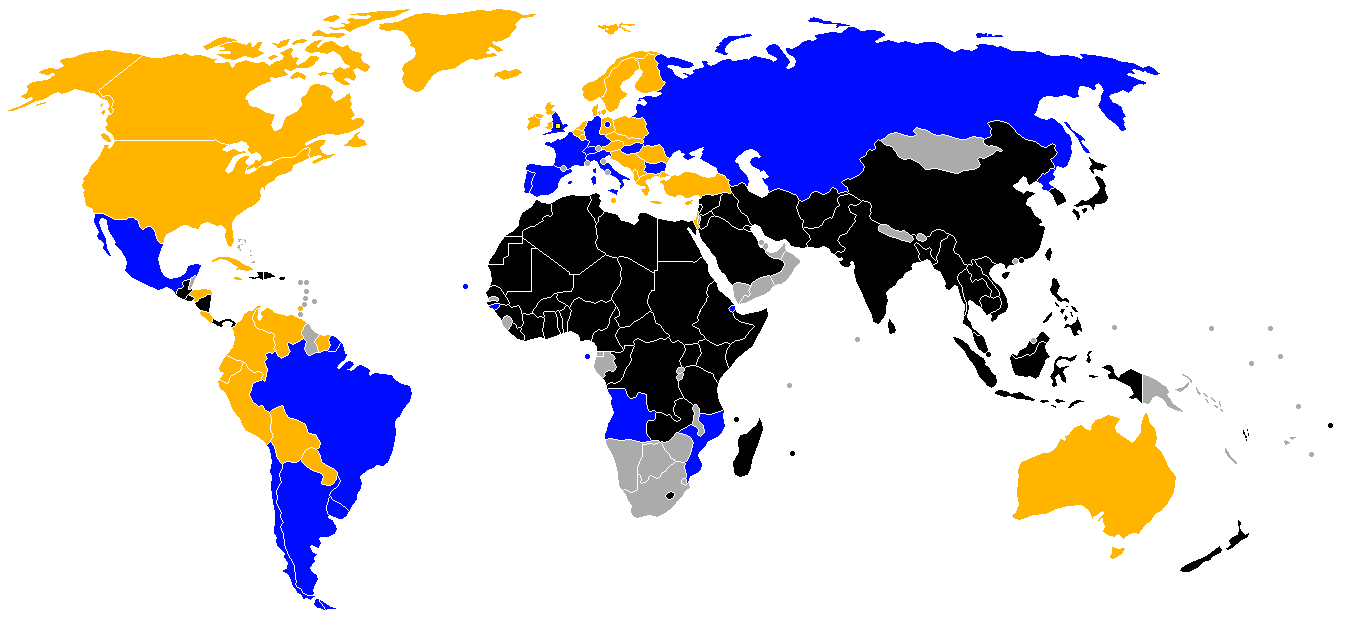
Az 1966-os labdarúgó-világbajnokságra kijutott országok.

Rekordszámú ország (74) indult a selejtezőkben. A vb 16 tagú mezőnyének Anglia rendezőként, Brazília pedig címvédőként automatikusan résztvevője volt. A még kiadó 14 hely 9 európai, 3 dél-amerikai, 1 ázsiai vagy afrikai vagy óceániai és 1 észak- és közép-amerikai válogatott számára volt fenntartva. Portugália és Észak-Korea első alkalommal jutott ki a világbajnokságra.
Miután kiderült, hogy az afrikai kontinens győztesének még egy selejtezőt kell játszania az ázsiai vagy az óceániai térség győztesével 16 afrikai ország bojkottot hirdetett.

## Résztvevők

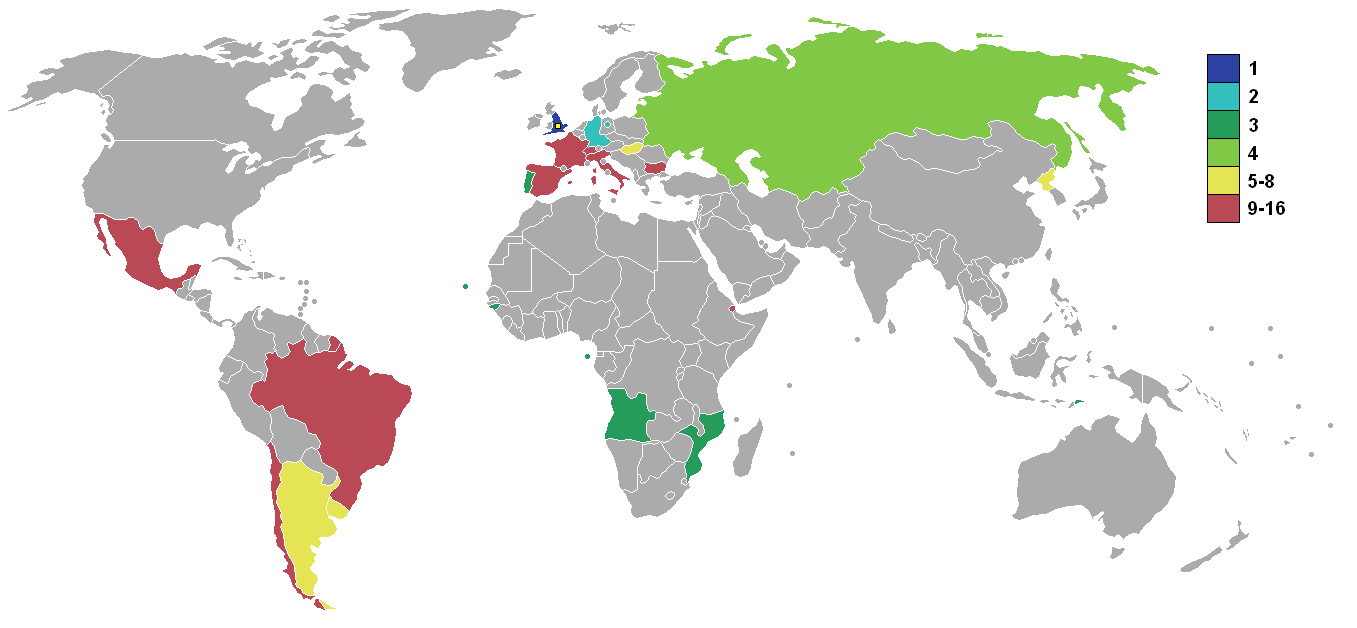
Részt vevő országok

| Ázsia (AFC) - Észak-Korea Dél-Amerika (CONMEBOL) - Argentína - Brazília - Uruguay - Chile Észak- és Közép-Amerika (CONCACAF) - Mexikó | Európa (UEFA) - Anglia - Bulgária - Franciaország - Magyarország - NSZK - Olaszország - Portugália - Spanyolország - Svájc - Szovjetunió |

## Kabala
A világbajnokság kabalája World Cup Willie, egy oroszlán volt, aki egy WORLD CUP (világbajnokság) feliratú, az Egyesült Királyság zászlaját ábrázoló pulóvert viselt. Az oroszlán az Egyesült Királyság jellemző szimbóluma. Ő volt az első kabala a világbajnokságok történetében.

## Helyszínek
A mérkőzéseket 7 város (Birmingham, Liverpool, London, Manchester, Middlesbrough, Sunderland, Sheffield) 8 stadionjában rendezték.
| London                                                                     | London                                                                        | Birmingham                                                                |
| Wembley Stadion                                                            | White City stadion                                                            | Villa Park                                                                |
| é. sz. 51° 33′ 21″, ny. h. 0° 16′ 46″51.555833°N 0.279444°WWembley Stadium | é. sz. 51° 33′ 20″, ny. h. 0° 16′ 47″51.555556°N 0.279722°WWhite City Stadium | é. sz. 52° 30′ 33″, ny. h. 1° 53′ 05″52.509167°N 1.884722°WVilla Park     |
| Befogadóképesség:98,600                                                    | Befogadóképesség:76,567                                                       | Befogadóképesség:52,000                                                   |
|                                                                            |                                                                               |                                                                           |
| Liverpool                                                                  | London Manchester Liverpool Sunderland Middlesbrough Birmingham Sheffield     | London Manchester Liverpool Sunderland Middlesbrough Birmingham Sheffield |
| Goodison Park                                                              | London Manchester Liverpool Sunderland Middlesbrough Birmingham Sheffield     | London Manchester Liverpool Sunderland Middlesbrough Birmingham Sheffield |
| é. sz. 53° 27′ 47″, ny. h. 2° 17′ 29″53.463056°N 2.291389°WOld Trafford    | London Manchester Liverpool Sunderland Middlesbrough Birmingham Sheffield     | London Manchester Liverpool Sunderland Middlesbrough Birmingham Sheffield |
| Befogadóképesség:50,151                                                    | London Manchester Liverpool Sunderland Middlesbrough Birmingham Sheffield     | London Manchester Liverpool Sunderland Middlesbrough Birmingham Sheffield |
|                                                                            | London Manchester Liverpool Sunderland Middlesbrough Birmingham Sheffield     | London Manchester Liverpool Sunderland Middlesbrough Birmingham Sheffield |
| Manchester                                                                 | London Manchester Liverpool Sunderland Middlesbrough Birmingham Sheffield     | London Manchester Liverpool Sunderland Middlesbrough Birmingham Sheffield |
| Old Trafford                                                               | London Manchester Liverpool Sunderland Middlesbrough Birmingham Sheffield     | London Manchester Liverpool Sunderland Middlesbrough Birmingham Sheffield |
| é. sz. 53° 24′ 41″, ny. h. 1° 30′ 02″53.411389°N 1.500556°WHillsborough    | London Manchester Liverpool Sunderland Middlesbrough Birmingham Sheffield     | London Manchester Liverpool Sunderland Middlesbrough Birmingham Sheffield |
| Befogadóképesség:58,000                                                    | London Manchester Liverpool Sunderland Middlesbrough Birmingham Sheffield     | London Manchester Liverpool Sunderland Middlesbrough Birmingham Sheffield |
|                                                                            | London Manchester Liverpool Sunderland Middlesbrough Birmingham Sheffield     | London Manchester Liverpool Sunderland Middlesbrough Birmingham Sheffield |
| Sheffield                                                                  | Sunderland                                                                    | Middlesbrough                                                             |
| Hillsborough stadion                                                       | Roker Park                                                                    | Ayresome Park                                                             |
| é. sz. 54° 54′ 52″, ny. h. 1° 23′ 18″54.914444°N 1.388333°WRoker Park      | é. sz. 54° 33′ 51″, ny. h. 1° 14′ 49″54.564167°N 1.246944°WAyresome Park      | é. sz. 53° 26′ 20″, ny. h. 2° 57′ 58″53.438889°N 2.966111°WGoodison Park  |
| Befogadóképesség:42,730                                                    | Befogadóképesség:40,310                                                       | Befogadóképesség:40,000                                                   |
|                                                                            |                                                                               |                                                                           |

- Wembley: A londoni Wembley Stadion volt a világbajnokság legnagyobb stadionja; 98 623 néző befogadására volt képes. Közvetlenül a világbajnokság előtt újították fel, elsősorban a nemzeti válogatott mérkőzéseinek valamit az angol kupa-döntőknek ad helyszínt. A stadionban 5 csoportmérkőzést (A csoport), egy negyeddöntőt, egy elődöntőt, a harmadik helyért járó mérkőzést, és a döntőt rendezték.
- White City stadion: Ebben a stadionban csupán egy mérkőzést – az A csoport egyik csoportmérkőzését – játszottak le. A stadion befogadóképessége 54 000 fő volt.
- Villa Park: A birminghami stadion az Aston Villa otthona. Birmingham Anglia második legnagyobb városa, másfél-millió lakossal. A FIFA rendező bizottságának elvárására az átalakítások során 6 200 ülőhely és 46 800 állóhely állt a nézők rendelkezésére. A II. világháborúban sokat szenvedett a város illetve a stadion. Az újjáépítések következtében az egy emeletes házak helyén modern acélvázas épületóriások alakultak ki. Az Aston Villa labdarúgóklub 1874-ben alakult. A stadion a 19. század végén épült, a háború után a stadiont a régi stílusban hozták rendbe. A FIFA elvárásának megfelelően az átalakítás során bővítették az ülőhelyek számát, sajtóhelyeket alakítottak ki. A "D" csoport három mérkőzését itt rendezték.
- Hillsborough stadion: 1867-ben alakították meg a Wednesday Cricket Club égisze alatt a futballszakosztályt. Majd 1883-ban különvált a krikettől és azóta létezik a Sheffield Wednesday futballegyesület. A sheffieldi Hillsborough 24 000 ülőhely és 36 000 állóhely befogadó képességgel bírt. A stadionban a világbajnokság idején, a tájékoztatásra magyar eredményjelző berendezést építettek be. A labdarúgás fellegvárában, Angliában a stadionokat szinte egy azonos minta alapján építették. A stadion a 19. század végén épült, azóta nem sok átalakítás történt. Modern világítóberendezések biztosítják az esti mérkőzések lehetőségét. Az első villanyfényes mérkőzés 1955. március 9-én volt. A világbajnokságra a FIFA elvárásának megfelelő sajtópáholyt építettek, illetve bővítették az ülőhelyek számát. A stadion a Sheffield Wednesday otthona. A B csoport három csoportmérkőzését, és egy negyeddöntőt játszottak le itt.
- Goodison Park: Liverpool a szigetország legnagyobb nemzetközi kikötője. A stadion szűk utcasorok, az egész Angliában mindenütt megszokott piros téglás, egyemeletes házak között található. A világbajnokság lebonyolítása érdekében felmerülő korszerűsítés következtében hat lakóházat lebontottak, hogy a bővítést elvégezhessék. A stadion befogadóképessége 18 000 fő ülőhely és 56 000 fő állóhely, a második legnagyobb stadion volt a világbajnokságon. Az Everton otthonában a C csoport három csoportmérkőzését, egy negyeddöntőt, és egy elődöntőt rendeztek.
- Old Trafford: Manchester, a textil- és a vegyipar, az autógyártás központja. Országúton, vasúton és repülőgépen egyaránt megközelíthető. Az 1910-ben épített stadion külseje, a bejárata ugyanolyan régimódi, mint másutt. Az Old Trafford a Manchester United otthona. A stadion befogadóképessége 58 000 ülő- és álló néző volt akkoriban. A csapat eredményességének, a sportvezetés gazdálkodásának köszönhetően a stadiont több alkalommal jelentősen átalakították. A C csoport három csoportmérkőzését játszották itt.
- Roker Park: Sandvingham Terrace, az 1879-ben alakult Sunderland FC sporttelepe. A sunderlandi stadion befogadó képessége  álló- és ülőhelyekkel együtt 54 000 férőhely volt. A nagy ipari városok szürke egyhangúságához igazodóan illeszkedik a város képéhez. Angliában mindenütt alkalmazott, vigasztalanul piros téglás falak, korszerűtlen bejárat jellemzi. A 100 éves hagyományokat őrzi, de a szükséges átalakításokat rendszeresen elvégezték benne. A tribünök konstrukciója ugyanolyan, mint a század elején. Az öltözőkben nincsenek zuhanyok, fürdőmedencék, hanem 11-11 beépített zománcozott fürdőkád található. A Sunderland otthonában a D csoport három mérkőzését, és egy negyeddöntőt rendeztek.
- Ayresome Park: Az angol építészetre jellemző régi típusú épület és nézőtér, de modern irodák és öltözők vannak benne, zuhanyzókkal és medencékkel. A pálya hivatalos átadást követő első hivatalos mérkőzés 1903-ban volt. A stadion befogadóképessége, ülő- és állóhely együttesen 40 000 férőhely. Az Ayresome Park volt a legkisebb stadion amit a torna során használtak. A világbajnokság szervező bizottságának elvárásainak megfelelő átalakítások (szükségszerű felújítások, az ülőhelyek számának növelése, sajtóhelyek kialakítása, stb.) időben befejeződtek. A 420 újságíró 100 telefont, 9 telexgépet használhatott. A pályát használó egyesület 1876-ban alakult. A Wembley után itt volt a legjobb gyepszőnyeg. A Middlesbrough otthonában a D csoport három mérkőzését játszották.

## Érdekességek
A labdarúgó tornán 89 gól esett, mérkőzésenként átlagosan 2,78. Az 1954-es labdarúgó-világbajnokság-on átlagosan még 5 gól esett egy-egy találkozón.
Anglia a harmadik rendező ország lett, amely hazai pályán világbajnokságot nyert, az elsőt Uruguay 1930-ban, a másodikat Olaszország 1934-ben. Ezen a tornán játszották a második olyan döntőt, amelyet meg kellett hosszabbítani.

## Játékvezetés
A világbajnokság nyitánya előtt, július 10-én összehívták a játékvezetőket és a 16 csapat felelős vezetőit. Sir Stanley Rous, a FIFA elnöke, figyelmeztette az érdekelteket a mérkőzések legsportszerűbb légkörének kialakítására. Szigorú rendszabályokat léptettek életbe, minden csapatot kizárnak, amely sportszerűtlenül viselkedik. Nem akarják, hogy az 1962-es labdarúgó-világbajnokságon játszott – Chile–Olaszország mérkőzés – eseményei megismétlődjenek. Az a játékos, akit kiállítanak, nem szerepelhet a további mérkőzéseken. A világbajnokságon már két FIFA megbízott fogja ellenőrizni az eseményeket, az egyik feladata a stadion és a kiszolgáló személyzet tevékenységének, a másiknak  – korábbi nemzetközi játékvezető – a játékvezetők szakmai munkáját kell megfigyelnie, értékelnie. A sportszerűség megóvása, tiszteletben tartása sokban függ a játékvezetőktől is. Alapvető cél volt, hogy a játékvezetők szakmai tevékenységének színvonalát emeljék.
A játékvezetők világranglistája alapján a FIFA 117 szövetségénél 643 olyan bírót tartanak nyilván, akik válogatott mérkőzéseket vezethetnek. A kontinensek közül Európa vezet 33 ország 214 játékvezetőjével.
A világbajnoki selejtezőkön Európából 84, Dél-Amerikából 18, Észak-Amerikából és a Karib szigetekről 18, Afrikából 20 játékvezető működött közre.
A FIFA Játékvezető Bizottsága kijelölte azokat az országokat, amelyek a világbajnokságra játékvezetőt adhatnak. Felkérte a szövetségeket, hogy csak tapasztalt játékvezetőket ajánljanak. A FIFA felhívására 81 ország ajánlott 141 játékvezetőt,  60 ország 2-2 játékvezetőt, 21 ország 1-1 bírót. A FIFA Játékvezető Bizottsága 25 ország játékvezetőjét  hívta meg a világbajnokságra, Európából 22 főt, ebből Anglia 10 játékvezetővel képviselteti magát. Az amerikai földrészt 6 fő, Afrikát 1 fő, Ázsiát 2 bíró képviseli. Feltűnő, hogy sok ország kiemelkedő játékvezetőjét mellőzték (Leo Horn – Hollandiából). Hivatalos bejelentés szerint két tartalék játékvezető állt készenlétbe, az NSZK-ból Kurt Tschenscher, Maláyziából Angullia Haren bin Moosajie. A sportvezetés döntésének következtében a mexikói Buergo Fernando Elcuar – aki a repülőút során beteg lett és New Yorkban kórházba került –  valamint az angol Ernest Crawford végül nem vezettek mérkőzést, helyüket az NSZK második legjobb játékvezetője, a tartaléknak jelölt Kurt Tschenscher és a "vésztartalékból" mozgósított skót William Crawford vette át.
A játékvezetők küldését Sir Stanley Rous, a FIFA elnöke egyedül intézte és csak utólag kérdezte meg jelen lévő bizottságát, hogy egyetértenek-e vele! Egy torna esélyes csapatát nagyon lehet menedzselni a játékvezetői küldéssel. Csak olyan játékvezetőt – függetlenül felkészültségétől – kell küldeni, akinek vannak egyéni hibái, vagy olyan partbírókat kell mellé delegálni, akik hazájukban soha nem működnek partbíróként.
A világbajnokságon minden játékvezető fel volt hatalmazva arra, hogy dopping vizsgálatot rendeljen el minden olyan játékosnál, akinél valami gyanúsat tapasztal. Játékvezetői tapasztalat: Ha, valamelyik játékvezető él ezzel a lehetőséggel – függetlenül az elért mérési eredménytől -, akkor a világ előtt megköszönik figyelmes tevékenységét, de soha többet nem kap küldést mérkőzésre.
Felállítottak egy Fegyelmi Bizottságot, melynek határozatai ellen nincs fellebbezés, kivéve, ha valamelyik szövetséget ítélik el, ebben az esetben a Fellebbezési Bizottság határoz, melynek határozatai ellen további fellebbezésnek helye nincs. A Bizottságok tagjai saját szövetségük ügyénél nem vehetnek részt a bizottság ülésén.
A tudósítókat is felkérték (ezt az angol sportminiszter, Denis Howell, egykori FIFA futballbíró tette, a világbajnokság alkalmából megnyílt információs központban), hogy egy-egy ország csapatának a vereségét egyetlen lap se tekintse úgy, mint katasztrófát, hiszen végül is bele kell nyugodni abba, hogy a 16 résztvevőből 15 vesztes lesz. Ennek ellenére az argentin és a brazil sajtó elfogultsággal vádolta az európai játékvezetőket, őket téve felelőssé csapatuk korai búcsújáért.
A világbajnokság során a FIFA jelen lévő vezetői rendszeres megbeszéléseket folytatott a közreműködő játékvezetőkkel, melynek során megvitatták a játékvezetés legfontosabb problémáit. (Itt tételezzük fel, hogy a játékvezetők beszéltek valamilyen világnyelven. Általános tapasztalat, hogy csak tolmács útján történt információ csere.) Közvetlenül a torna előtti napokban az egységes játékvezetői szemlélet érdekében egyeztették a játékvezetőkkel a szabályok értelmezését. A szabályok a világon mindenütt egyformák, az értelmezésük viszont nagyon eltér Európában és Dél-Amerikában. Az eltérések értelmezésének köszönhetően sok vita, kritika alakul ki, ha európai játékvezető dirigál dél-amerikai és európai csapat között. A tornán bebizonyosodott, hogy a játékszabályok alkalmazásában kevés, a játékvezetés módszereiben és színvonalában jelentős különbségek vannak.

### Játékvezetők
| Afrika - Ali Huszejn Kandíl Ázsia - Menáhém Askenází Európa - John Adair - Tofik Bahramov - Leo Callaghan - Joaquim Campos - Gottfried Dienst - Hugh Phillips - Karol Galba - Juan Gardeazabal - Rudolf Kreitlein - Kurt Tschenscher - Concetto Lo Bello - Bertil Lööw - George McCabe - Kenneth Dagnall - James Finney - Dimitar Rumencsev - Pierre Schwinte - Konstantin Zečević - Zsolt István |  | Dél-Amerika - José María Codesal - Roberto Goicoechea - Armando Marques - Arturo Yamasaki Partbírók - Williams Clements - Kevin Howley - John Keith Taylor - William Crawford - Claudio Vicuña Larrain - Cshö Dukjong |

## Sorsolás
| 1. kalap: Dél-Amerika                              | 2. kalap: Európa                                       | 3. kalap: Latin-Európa                                     | 4. kalap: Maradék világ                   |
| -------------------------------------------------- | ------------------------------------------------------ | ---------------------------------------------------------- | ----------------------------------------- |
| - Brazília (címvédő) - Argentína - Chile - Uruguay | - Anglia (rendező) - Magyarország - Szovjetunió - NSZK | - Franciaország - Portugália - Spanyolország - Olaszország | - Bulgária - Észak-Korea - Mexikó - Svájc |

## Csoportkör

### 1. csoport
| Hely. | Csapat        | M | Gy | D | V | G+ | G– | GA    | P | Továbbjutás                                |
| ----- | ------------- | - | -- | - | - | -- | -- | ----- | - | ------------------------------------------ |
| 1.    | Anglia        | 3 | 2  | 1 | 0 | 4  | 0  | —     | 5 | Továbbjutott az egyenes kieséses szakaszba |
| 2.    | Uruguay       | 3 | 1  | 2 | 0 | 2  | 1  | 2,000 | 4 | Továbbjutott az egyenes kieséses szakaszba |
| 3.    | Mexikó        | 3 | 0  | 2 | 1 | 1  | 3  | 0,333 | 2 |                                            |
| 4.    | Franciaország | 3 | 0  | 1 | 2 | 2  | 5  | 0,400 | 1 |                                            |

| 1966. július 11. 19:30 |

| Anglia | 0–0         | Uruguay |
| ------ | ----------- | ------- |
|        | Jegyzőkönyv |         |

| Wembley Stadion, London Nézőszám: 87 148 Játékvezető: Zsolt (magyar) Asszisztensek: Tofik Bahramov (szovjet), Dimitar Rumencsev (bolgár) |

| 1966. július 13. 19:30 |

| Franciaország | 1–1               | Mexikó    |
| ------------- | ----------------- | --------- |
| Hausser 62'   | (0–0) Jegyzőkönyv | Borja 48' |

| Wembley Stadion, London Nézőszám: 69 237 Játékvezető: Askenází (izraeli) Asszisztensek: Joaquim Campos (portugál), Karol Galba (csehszlovák) |

| 1966. július 15. 19:30 |

| Uruguay              | 2–1               | Franciaország               |
| -------------------- | ----------------- | --------------------------- |
| Rocha 26' Cortés 31' | (2–1) Jegyzőkönyv | De Bourgoing 15' (11-esből) |

| White City stadion, London Nézőszám: 45 662 Játékvezető: Galba (csehszlovák) Asszisztensek: Leo Callaghan (walesi), Armando Marques (brazil) |

| 1966. július 16. 15:00 |

| Anglia                   | 2–0               | Mexikó |
| ------------------------ | ----------------- | ------ |
| B. Charlton 37' Hunt 75' | (1–0) Jegyzőkönyv |        |

| Wembley Stadion, London Nézőszám: 92 570 Játékvezető: Lo Bello (olasz) Asszisztensek: Cshö Dukjong (Észak-koreai), Menáhém Askenází (izraeli) |

| 1966. július 19. 16:30 |

| Mexikó | 0–0         | Uruguay |
| ------ | ----------- | ------- |
|        | Jegyzőkönyv |         |

| Wembley Stadion, London Nézőszám: 61 112 Játékvezető: Lööw (belga) Asszisztensek: Claudio Vicuña Larrain (chilei), Concetto Lo Bello (olasz) |

| 1966. július 20. 19:30 |

| Anglia       | 2–0               | Franciaország |
| ------------ | ----------------- | ------------- |
| Hunt 38' 75' | (1–0) Jegyzőkönyv |               |

| Wembley Stadion, London Nézőszám: 98 270 Játékvezető: Yamasaki (perui) Asszisztensek: Karol Galba (csehszlovák), Dimitar Rumencsev (bolgár) |

### 2. csoport
| Hely. | Csapat        | M | Gy | D | V | G+ | G– | GA    | P | Továbbjutás                                |
| ----- | ------------- | - | -- | - | - | -- | -- | ----- | - | ------------------------------------------ |
| 1.    | NSZK          | 3 | 2  | 1 | 0 | 7  | 1  | 7,000 | 5 | Továbbjutott az egyenes kieséses szakaszba |
| 2.    | Argentína     | 3 | 2  | 1 | 0 | 4  | 1  | 4,000 | 5 | Továbbjutott az egyenes kieséses szakaszba |
| 3.    | Spanyolország | 3 | 1  | 0 | 2 | 4  | 5  | 0,800 | 2 |                                            |
| 4.    | Svájc         | 3 | 0  | 0 | 3 | 1  | 9  | 0,111 | 0 |                                            |

| 1966. július 12. 19:30 |

| NSZK                                                | 5–0               | Svájc |
| --------------------------------------------------- | ----------------- | ----- |
| Held 16' Haller 21' 77' (11-es) Beckenbauer 40' 62' | (3–0) Jegyzőkönyv |       |

| Hillsborough stadion, Sheffield Nézőszám: 36 127 Játékvezető: Phillips (skót) Asszisztensek: John Adair (Északír), Bertil Lööw (belga) |

| 1966. július 13. 19:30 |

| Argentína      | 2–1               | Spanyolország |
| -------------- | ----------------- | ------------- |
| Artime 65' 77' | (0–0) Jegyzőkönyv | Pirri 67'     |

| Villa Park, Birmingham Nézőszám: 42 738 Játékvezető: Rumencsev Asszisztensek: Arturo Yamasaki (perui), Konstantin Zečević (jugoszláv) |

| 1966. július 15. 19:30 |

| Spanyolország           | 2–1               | Svájc       |
| ----------------------- | ----------------- | ----------- |
| Sanchís 57' Amancio 75' | (0–1) Jegyzőkönyv | Quentin 31' |

| Hillsborough stadion, Sheffield Nézőszám: 32 028 Játékvezető: Bahramov (szovjet) Asszisztensek: Zsolt István (magyar), Hugh Phillips (skót) |

| 1966. július 16. 15:00 |

| Argentína | 0–0         | NSZK |
| --------- | ----------- | ---- |
|           | Jegyzőkönyv |      |

| Villa Park, Birmingham Nézőszám: 46 587 Játékvezető: Zečević (jugoszláv) Asszisztensek: Joaquim Campos (portugál), Bertil Lööw (belga) |

| 1966. július 19. 19:30 |

| Argentína            | 2–0               | Svájc |
| -------------------- | ----------------- | ----- |
| Artime 52' Onega 79' | (0–0) Jegyzőkönyv |       |

| Hillsborough stadion, Sheffield Nézőszám: 32 127 Játékvezető: Campos (portugál) Asszisztensek: Zsolt István (magyar), Tofik Bahramov (szovjet) |

| 1966. július 20. 19:30 |

| NSZK                    | 2–1               | Spanyolország |
| ----------------------- | ----------------- | ------------- |
| Emmerich 39' Seeler 84' | (1–1) Jegyzőkönyv | Fusté 23'     |

| Villa Park, Birmingham Nézőszám: 42 187 Játékvezető: Marques (brazil) Asszisztensek: Claudio Vicuña Larrain (chilei), Cshö Dukjong (Észak-koreai) |

### 3. csoport
| Hely. | Csapat       | M | Gy | D | V | G+ | G– | GA    | P | Továbbjutás                                |
| ----- | ------------ | - | -- | - | - | -- | -- | ----- | - | ------------------------------------------ |
| 1.    | Portugália   | 3 | 3  | 0 | 0 | 9  | 2  | 4,500 | 6 | Továbbjutott az egyenes kieséses szakaszba |
| 2.    | Magyarország | 3 | 2  | 0 | 1 | 7  | 5  | 1,400 | 4 | Továbbjutott az egyenes kieséses szakaszba |
| 3.    | Brazília     | 3 | 1  | 0 | 2 | 4  | 6  | 0,667 | 2 |                                            |
| 4.    | Bulgária     | 3 | 0  | 0 | 3 | 1  | 8  | 0,125 | 0 |                                            |

| 1966. július 12. 19:30 |

| Brazília               | 2–0               | Bulgária |
| ---------------------- | ----------------- | -------- |
| Pelé 15' Garrincha 63' | (1–0) Jegyzőkönyv |          |

| Goodison Park, Liverpool Nézőszám: 48 308 Játékvezető: Tschenscher (NSZK) Asszisztensek: George McCabe (angol), John Keith Taylor (angol) |

| 1966. július 13. 19:30 |

| Portugália                     | 3–1               | Magyarország |
| ------------------------------ | ----------------- | ------------ |
| José Augusto 1' 67' Torres 90' | (1–0) Jegyzőkönyv | Bene 60'     |

| Old Trafford, Manchester Nézőszám: 29 886 Játékvezető: Callaghan (walesi) Asszisztensek: Kevin Howley (angol), Williams Clements (angol) |

| 1966. július 15. 19:30 |

| Magyarország                              | 3–1               | Brazília   |
| ----------------------------------------- | ----------------- | ---------- |
| Bene 2' Farkas 64' Mészöly 73' (11-esből) | (1–1) Jegyzőkönyv | Tostão 14' |

| Goodison Park, Liverpool Nézőszám: 51 387 Játékvezető: Dagnall (angol) Asszisztensek: Kevin Howley (angol), Arturo Yamasaki (perui) |

| 1966. július 16. 15:00 |

| Portugália                               | 3–0               | Bulgária |
| ---------------------------------------- | ----------------- | -------- |
| Vucov 17' (öngól) Eusébio 38' Torres 81' | (2–0) Jegyzőkönyv |          |

| Old Trafford, Manchester Nézőszám: 25 438 Játékvezető: Codesal (uruguayi) Asszisztensek: Roberto Goicoechea (argentin), Kurt Tschenscher (NSZK) |

| 1966. július 19. 19:30 |

| Portugália                 | 3–1               | Brazília  |
| -------------------------- | ----------------- | --------- |
| Simões 15' Eusébio 27' 85' | (2–0) Jegyzőkönyv | Rildo 70' |

| Goodison Park, Liverpool Nézőszám: 58 479 Játékvezető: McCabe (angol) Asszisztensek: Leo Callaghan (walesi), Kenneth Dagnall (angol) |

| 1966. július 20. 19:30 |

| Magyarország                             | 3–1               | Bulgária       |
| ---------------------------------------- | ----------------- | -------------- |
| Davidov 43' (öngól) Mészöly 45' Bene 54' | (2–1) Jegyzőkönyv | Aszparuhov 15' |

| Old Trafford, Manchester Nézőszám: 24 129 Játékvezető: Goicoechea (argentin) Asszisztensek: Juan Gardeazabal (spanyol), José María Codesal (uruguayi) |

### 4. csoport
| Hely. | Csapat      | M | Gy | D | V | G+ | G– | GA    | P | Továbbjutás                                |
| ----- | ----------- | - | -- | - | - | -- | -- | ----- | - | ------------------------------------------ |
| 1.    | Szovjetunió | 3 | 3  | 0 | 0 | 6  | 1  | 6,000 | 6 | Továbbjutott az egyenes kieséses szakaszba |
| 2.    | Észak-Korea | 3 | 1  | 1 | 1 | 2  | 4  | 0,500 | 3 | Továbbjutott az egyenes kieséses szakaszba |
| 3.    | Olaszország | 3 | 1  | 0 | 2 | 2  | 2  | 1,000 | 2 |                                            |
| 4.    | Chile       | 3 | 0  | 1 | 2 | 2  | 5  | 0,400 | 1 |                                            |

| 1966. július 12. 19:30 |

| Szovjetunió                         | 3–0               | Észak-Korea |
| ----------------------------------- | ----------------- | ----------- |
| Malofejev 31' 88' Banyisevszkij 33' | (2–0) Jegyzőkönyv |             |

| Ayresome Park, Middlesbrough Nézőszám: 23 006 Játékvezető: Gardeazabal (spanyol) Asszisztensek: Ali Huszejn Kandíl (egyiptomi), Gottfried Dienst (svájci) |

| 1966. július 13. 19:30 |

| Olaszország            | 2–0               | Chile |
| ---------------------- | ----------------- | ----- |
| Mazzola 8' Barison 88' | (1–0) Jegyzőkönyv |       |

| Roker Park, Sunderland Nézőszám: 27 199 Játékvezető: Dienst (svájci) Asszisztensek: James Finney (angol), Rudolf Kreitlein (NSZK) |

| 1966. július 15. 19:30 |

| Chile                 | 1–1               | Észak-Korea        |
| --------------------- | ----------------- | ------------------ |
| Marcos 26' (11-esből) | (1–0) Jegyzőkönyv | Pak Szungdzsin 88' |

| Ayresome Park, Middlesbrough Nézőszám: 13 792 Játékvezető: Kandíl (egyiptomi) Asszisztensek: William Crawford (skót), James Finney (angol) |

| 1966. július 16. 15:00 |

| Szovjetunió    | 1–0               | Olaszország |
| -------------- | ----------------- | ----------- |
| Csiszlenko 57' | (0–0) Jegyzőkönyv |             |

| Roker Park, Sunderland Nézőszám: 27 793 Játékvezető: Kreitlein (NSZK) Asszisztensek: William Crawford (skót), Ali Huszejn Kandíl (egyiptomi) |

| 1966. július 19. 19:30 |

| Észak-Korea  | 1–0               | Olaszország |
| ------------ | ----------------- | ----------- |
| Pak Tuik 42' | (1–0) Jegyzőkönyv |             |

| Ayresome Park, Middlesbrough Nézőszám: 17 829 Játékvezető: Schwinte (holland) Asszisztensek: John Adair (Északír), John Keith Taylor (angol) |

| 1966. július 20. 19:30 |

| Szovjetunió      | 2–1               | Chile      |
| ---------------- | ----------------- | ---------- |
| Porkujan 28' 85' | (1–1) Jegyzőkönyv | Marcos 32' |

| Roker Park, Sunderland Nézőszám: 16 027 Játékvezető: John Adair (Északír) Asszisztensek: Pierre Schwinte (francia), Williams Clements (angol) |

## Egyenes kieséses szakasz
|  |                                       |              |                        |                               |   |             |                               |                               |                               |                               |               |       |       |
|  | Negyeddöntők                          | Negyeddöntők | Negyeddöntők           |                               |   | Elődöntők   | Elődöntők                     | Elődöntők                     |                               |                               | Döntő         | Döntő | Döntő |
|  | Negyeddöntők                          | Negyeddöntők | Negyeddöntők           |                               |   | Elődöntők   | Elődöntők                     | Elődöntők                     |                               |                               | Döntő         | Döntő | Döntő |
|  | július 23. – London (Wembley)         |              |                        |                               |   |             |                               |                               |                               |                               |               |       |       |
|  |                                       |              |                        |                               |   |             |                               |                               |                               |                               |               |       |       |
|  | A1                                    | Anglia       | 1                      |                               |   |             |                               |                               |                               |                               |               |       |       |
|  | A1                                    | Anglia       | 1                      | július 26. – London (Wembley) |   |             |                               |                               |                               |                               |               |       |       |
|  | B2                                    | Argentína    | 0                      |                               |   |             |                               |                               |                               |                               |               |       |       |
|  | B2                                    | Argentína    | 0                      |                               |   | Anglia      | Anglia                        | 2                             |                               |                               |               |       |       |
|  | július 23. – Liverpool                |              |                        |                               |   | Anglia      | Anglia                        | 2                             |                               |                               |               |       |       |
|  |                                       |              | Portugália             | Portugália                    | 1 |             |                               |                               |                               |                               |               |       |       |
|  | C1                                    | Portugália   | Portugália             | Portugália                    | 1 | 5           |                               |                               |                               |                               |               |       |       |
|  | C1                                    | Portugália   |                        |                               |   | 5           | július 30. – London (Wembley) |                               |                               |                               |               |       |       |
|  | D2                                    | Észak-Korea  | 3                      |                               |   |             |                               |                               |                               |                               |               |       |       |
|  | D2                                    | Észak-Korea  | 3                      |                               |   | Anglia      | Anglia                        | 4                             |                               |                               |               |       |       |
|  | július 23. – Sheffield (Hillsborough) |              |                        |                               |   | Anglia      | Anglia                        | 4                             |                               |                               |               |       |       |
|  |                                       |              | NSZK                   | NSZK                          | 2 |             |                               |                               |                               |                               |               |       |       |
|  | B1                                    | NSZK         | NSZK                   | NSZK                          | 2 | 4           |                               |                               |                               |                               |               |       |       |
|  | B1                                    | NSZK         | július 25. – Liverpool |                               |   | 4           |                               |                               |                               |                               |               |       |       |
|  | A2                                    | Uruguay      | 0                      |                               |   |             |                               |                               |                               |                               |               |       |       |
|  | A2                                    | Uruguay      | 0                      |                               |   | NSZK        | NSZK                          | 2                             | Bronzmérkőzés                 | Bronzmérkőzés                 | Bronzmérkőzés |       |       |
|  | július 23. – Sunderland               |              |                        |                               |   | NSZK        | NSZK                          | 2                             | Bronzmérkőzés                 | Bronzmérkőzés                 | Bronzmérkőzés |       |       |
|  |                                       |              | Szovjetunió            | Szovjetunió                   | 1 |             |                               | július 28. – London (Wembley) | július 28. – London (Wembley) | július 28. – London (Wembley) |               |       |       |
|  | D1                                    | Szovjetunió  | Szovjetunió            | Szovjetunió                   | 1 | 2           |                               | július 28. – London (Wembley) | július 28. – London (Wembley) | július 28. – London (Wembley) |               |       |       |
|  | D1                                    | Szovjetunió  |                        |                               |   |             |                               | Portugália                    | Portugália                    | 2                             |               |       |       |
|  | C2                                    | Magyarország | 1                      |                               |   |             |                               | Portugália                    | Portugália                    | 2                             |               |       |       |
|  | C2                                    | Magyarország | 1                      |                               |   | Szovjetunió | Szovjetunió                   | 1                             |                               |                               |               |       |       |
|  |                                       |              |                        |                               |   | Szovjetunió | Szovjetunió                   | 1                             |                               |                               |               |       |       |

### Negyeddöntők
| 1966. július 23. 15:00 |

| Portugália                                                     | 5–3               | Észak-Korea                                       |
| -------------------------------------------------------------- | ----------------- | ------------------------------------------------- |
| Eusébio 27' 43' (11-esből) 56' 59' (11-esből) José Augusto 80' | (2–3) Jegyzőkönyv | Pak Szungdzsin 1' Ri Dongun 22' Jang Szungguk 25' |

| Goodison Park, Liverpool Nézőszám: 40 248 Játékvezető: Askenází (izraeli) Asszisztensek: Karol Galba (csehszlovák), Pierre Schwinte (francia) |

| 1966. július 23. 15:00 |

| NSZK                                      | 4–0               | Uruguay |
| ----------------------------------------- | ----------------- | ------- |
| Haller 11' 83' Beckenbauer 70' Seeler 75' | (1–0) Jegyzőkönyv |         |

| Hillsborough stadion, Sheffield Nézőszám: 40 007 Játékvezető: Finney (angol) Asszisztensek: Ali Huszejn Kandíl (egyiptomi), Hugh Phillips (skót) |

| 1966. július 23. 15:00 |

| Szovjetunió                | 2–1               | Magyarország |
| -------------------------- | ----------------- | ------------ |
| Csiszlenko 5' Porkujan 46' | (1–0) Jegyzőkönyv | Bene 57'     |

| Roker Park, Sunderland Nézőszám: 26 844 Játékvezető: Gardeazabal (spanyol) Asszisztensek: José María Codesal (uruguayi), Joaquim Campos portugál (portugál) |

| 1966. július 23. 15:00 |

| Anglia    | 1–0               | Argentína |
| --------- | ----------------- | --------- |
| Hurst 78' | (0–0) Jegyzőkönyv |           |

| Wembley Stadion, London Nézőszám: 90 584 Játékvezető: Kreitlein (NSZK) Asszisztensek: Gottfried Dienst (svájci), Zsolt István magyar |

### Elődöntők
| 1966. július 25. 19:30 |

| NSZK                       | 2–1               | Szovjetunió  |
| -------------------------- | ----------------- | ------------ |
| Haller 42' Beckenbauer 67' | (1–0) Jegyzőkönyv | Porkujan 88' |

| Goodison Park, Liverpool Nézőszám: 38 273 Játékvezető: Lo Bello (olasz) Asszisztensek: José María Codesal (uruguayi), Juan Gardeazabal (spanyol) |

| 1966. július 26. 19:30 |

| Anglia              | 2–1               | Portugália             |
| ------------------- | ----------------- | ---------------------- |
| B. Charlton 30' 80' | (1–0) Jegyzőkönyv | Eusébio 82' (11-esből) |

| Wembley Stadion, London Nézőszám: 94 493 Játékvezető: Schwinte (francia) Asszisztensek: Arturo Yamasaki (perui), Konstantin Zečević (jugoszláv) |

### Bronzmérkőzés
| 1966. július 28. 19:30 |

| Portugália                        | 2–1               | Szovjetunió   |
| --------------------------------- | ----------------- | ------------- |
| Eusébio 12' (11-esből) Torres 89' | (1–1) Jegyzőkönyv | Malofejev 43' |

| Wembley Stadion, London Nézőszám: 87 696 Játékvezető: Dagnall (angol) Asszisztensek: Kevin Howley (angol), Ali Huszejn Kandíl (egyiptomi) |

### Döntő
| 1966. július 30. 15:00 |

| Anglia                         | 4–2 (h. u.)       | NSZK                 |
| ------------------------------ | ----------------- | -------------------- |
| Hurst 18' 101' 120' Peters 78' | (1–1) Jegyzőkönyv | Haller 12' Weber 89' |

| Wembley Stadion, London Nézőszám: 96 924 Játékvezető: Dienst (svájci) Asszisztensek: Tofik Bahramov(szovjet), Karol Galba csehszlovák |

## Díjak
| Az 1966-os labdarúgó-világbajnokság győztese |
| -------------------------------------------- |
| · Anglia · 1. cím                            |

## Gólszerzők
| 9 gólos - Eusébio 6 gólos - Helmut Haller 4 gólos - Geoff Hurst - Franz Beckenbauer - Bene Ferenc - Valerij Porkujan 3 gólos - Luis Artime - Bobby Charlton - Roger Hunt - José Augusto - José Torres - Eduard Malofejev | 2 gólos - Rubén Marcos - Uwe Seeler - Mészöly Kálmán - Pak Szungdzsin - Igor Csiszlenko 1 gólos - Ermindo Onega - Garrincha - Pelé - Rildo - Tostão - Georgi Aszparuhov - Martin Peters - Héctor De Bourgoing - Gérard Hausser - Lothar Emmerich - Sigfried Held - Wolfgang Weber | - Farkas János - Paolo Barison - Sandro Mazzola - Enrique Borja - Ri Dongun - Pak Tuik - Jang Szungguk - António Simões - Banyisevszkij - Amancio - Josep Fusté - Pirri - Manuel Sanchís - René-Pierre Quentin - Julio César Cortés - Pedro Rocha Öngólok - Ivan Davidov (Magyarország ellen) - Ivan Vucov (Portugália ellen) |

### A torna válogatottja
| Kapus        | Hátvédek                                          | Középpályások                                 | Csatárok                          |
| ------------ | ------------------------------------------------- | --------------------------------------------- | --------------------------------- |
| Gordon Banks | George Cohen Bobby Moore Vicente Silvio Marzolini | Franz Beckenbauer Mário Coluna Bobby Charlton | Albert Flórián Uwe Seeler Eusébio |

## Végeredmény
Az első négy helyezett utáni sorrend nem tekinthető hivatalosnak, mivel ezekért a helyekért nem játszottak mérkőzéseket. Ezért e helyezések meghatározása a következők szerint történt:
1. több szerzett pont,
2. jobb gólkülönbség,
3. több szerzett gól,
4. nemzetnév.

A hazai csapat eltérő háttérszínnel kiemelve.

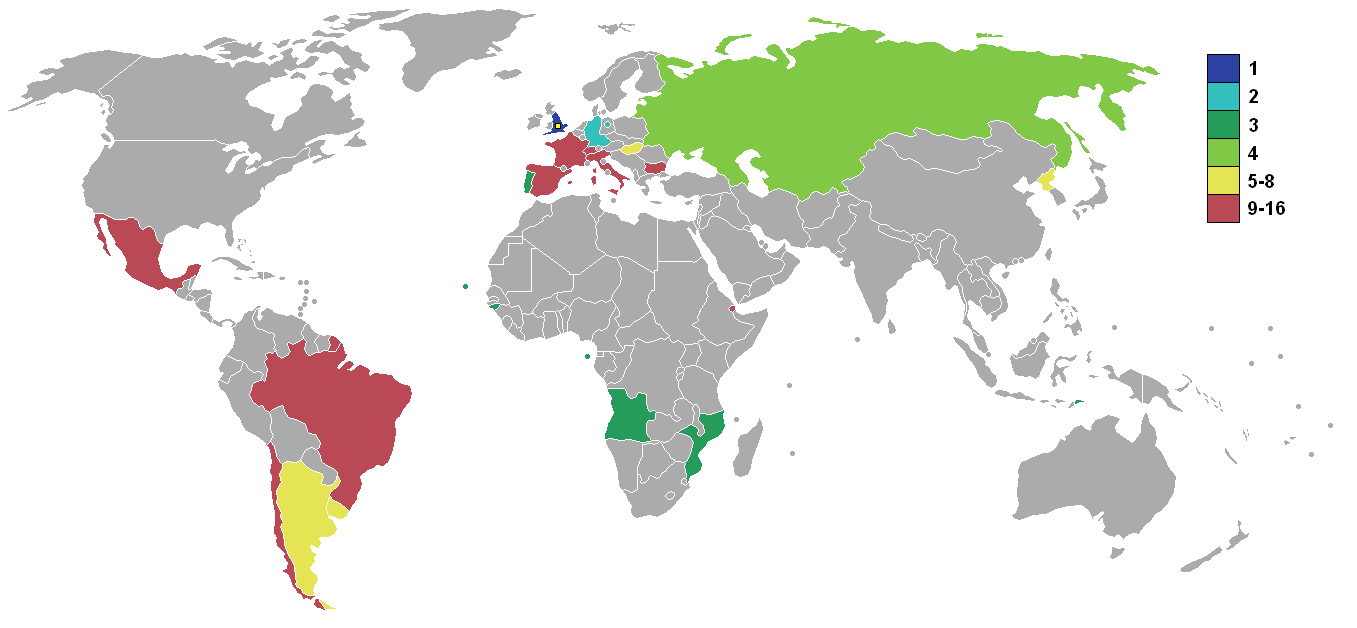
Az 1966-os labdarúgó-világbajnokságon részt vevő országok helyezései

| Helyezés                  | Nemzet        | M | Gy | D | V | G+ | G– | Gk | P  |
| ------------------------- | ------------- | - | -- | - | - | -- | -- | -- | -- |
| Arany                     | Anglia        | 6 | 5  | 1 | 0 | 11 | 3  | +8 | 11 |
| Ezüst                     | NSZK          | 6 | 4  | 1 | 1 | 15 | 6  | +9 | 9  |
| Bronz                     | Portugália    | 6 | 5  | 0 | 1 | 17 | 8  | +9 | 10 |
| 4                         | Szovjetunió   | 6 | 4  | 0 | 2 | 10 | 6  | +4 | 8  |
| A negyeddöntőben estek ki |               |   |    |   |   |    |    |    |    |
| 5                         | Argentína     | 4 | 2  | 1 | 1 | 4  | 2  | +2 | 5  |
| 6                         | Magyarország  | 4 | 2  | 0 | 2 | 8  | 7  | +1 | 4  |
| 7                         | Uruguay       | 4 | 1  | 2 | 1 | 2  | 5  | −3 | 4  |
| 8                         | Észak-Korea   | 4 | 1  | 1 | 2 | 5  | 9  | −4 | 3  |
| A csoportkörben estek ki  |               |   |    |   |   |    |    |    |    |
| 9                         | Olaszország   | 3 | 1  | 0 | 2 | 2  | 2  | 0  | 2  |
| 10                        | Spanyolország | 3 | 1  | 0 | 2 | 4  | 5  | −1 | 2  |
| 11                        | Brazília      | 3 | 1  | 0 | 2 | 4  | 6  | −2 | 2  |
| 12                        | Mexikó        | 3 | 0  | 2 | 1 | 1  | 3  | −2 | 2  |
| 13                        | Chile         | 3 | 0  | 1 | 2 | 2  | 5  | −3 | 1  |
| 13                        | Franciaország | 3 | 0  | 1 | 2 | 2  | 5  | −3 | 1  |
| 15                        | Bulgária      | 3 | 0  | 0 | 3 | 1  | 8  | −7 | 0  |
| 16                        | Svájc         | 3 | 0  | 0 | 3 | 1  | 9  | −8 | 0  |